# Strojarski fakultet u Slavonskom Brodu

Strojarski fakultet u Slavonskom Brodu visoko je učilište u sastavu Sveučilišta u Slavonskom Brodu.

## Povijest
Godine 1962. zagrebačka Visoka tehnička škola osnovala je u Slavonskom Brodu Centar za izvanredni studij. Godine 1967. preimenovan je u Centar za studij strojarstva, a 1970. upisali su ga prvi redovni studenti.
Strojarski fakultet nastao je kao dio Instituta za strojarstvo, u sklopu Đure Đakovića, i preuzeo je sve funkcije dotadašnjeg Centra. Nastava strojarstva proizvodnog smjera izvođena je u suradnji s Fakultetom strojarstva i brodogradnje u Zagrebu.
Godine 1979. postao je dijelom Sveučilišta u Osijeku. Izvođenje studija za stjecanje visoke stručne spreme za smjer Proizvodno strojarstvo počelo je 1986., a za Opći smjer u strojarstvu 1989. godine.
Odvajanjem od Sveučilišta u Osijeku, strojarski fakultet prelazi u sastav brodskog sveučilišta 2020. godine.

## Ustrojstvo
- Zavod za strojarske konstrukcije
  - Katedra za elemente strojeva i konstruiranje
  - Katedra za mehaniku i čvrstoću
- Zavod za proizvodno strojarstvo
  - Katedra za preradu polimera i lijevanje
  - Katedra za obradu odvajanjem čestica i deformiranje
  - Katedra za zavarivanje i površinsku zaštitu
- Zavod za inženjerstvo materijala
  - Katedra za tribologiju i inženjerstvo površina
  - Katedra za materijale i toplinsku obradu
- Zavod za industrijsko inženjerstvo
  - Katedra za pripremu i upravljanje proizvodnjom
  - Katedra za održavanje i računalnu potporu proizvodnje
- Zavod za energetiku
- Katedra za opće predmete i zajedničke sadržaje

## Vanjske poveznice
- Stranica fakulteta  Arhivirana inačica izvorne stranice od 19. rujna 2020. (Wayback Machine)
- Stranica sveučilišta
- Strojarski fakultet u Slavonskome Brodu Hrvatska tehnička enciklopedija, portal hrvatske tehničke baštine. LZMK